# John Smart
John Smart (fl. XVIII secolo) è stato un giurista britannico del XVIII secolo.

Tables of interest, 1726
(Fondazione Mansutti, Milano).

È noto per il saggio Tables of interest, apprezzato da McCulloch per la sua accuratezza ed eccellenza. La prima edizione è del 1707, cui seguirono la seconda edizione nel 1726 e altre due stampe nel 1747 e 1780. Le sue tavole di mortalità del 1738 fanno riferimento agli elenchi dei decessi negli archivi di Londra per il periodo 1727-1737.